# 한지근
한지근(韓智根, 본명: 이필형(李弼炯), 1927년 ~ ?)은 몽양 여운형을 저격한 사람이다.

## 이력
MBC 이제는 말할 수 있다 비밀결사 백의사편에서 백의사 부사령에 따르면 '여운형은 임시정부는 지나갔다. 새로운 사회주의 단체를 만들어야 한다.'고 말했다고 한다. 이때문에 백의사는 '대중적으로 인기많았던 여운형이지만, 임정을 부정하는 행위는 가만히 둘수가 없었다.'고 주장한다. 한지근은 재판 과정에서 '자신이 애국투사.'임을 강조하는등 변명을 하였다.
한지근의 당시 나이는 21세였다. 한지근은 공판 과정에서 사형을 선고받았으나 며칠후 무기징역으로 감형되었다. 그리고 그가 미성년자라고 하여 소년원으로 송치되었다. 한지근은 개성형무소에서 복역중 한국전쟁때 행방불명되었다. 전쟁 당시 인민군에 의해 처형되었다는 설도 있으나 확실하지는 않다. 이와 반대로 '일본으로 건너가서 아직도 살아있다.'는 증언이 있었으나, 한겨레 기자가 취재하러 찾아간바 만났던 인물은 고하 송진우를 암살했던 암살범 한현우였다.
MBC 이제는 말할 수 있다 비밀결사 백의사편에서 여운형 암살범 한명과 백의사 부사령관 녹취록에 의하면 여운형 공범에게 권총을 건내준 인물은 김영철이라고 하는데, 여운형 암살 공범 K씨는 백의사하고 연결이 됐는지 모르겠지만 김영철하고 거래가 많이 있었다고 하며 김영철이 백의사 계통하고 얼마나 가까운지 그것까지는 잘모른다고 말했다. 김영철이 여운형 암살공범들과 찍은 사진과 김영철이 백의사 단원이었음을 증명하는 1985년 8월 31일 백의사 부사령관 박경구의 녹취록이 있다.
김영철 씨는 원래 만주에 있을 때 우리 중대장이야. 그런데 여기 나와서는 내가 (백의사) 부사령관이고 그 양반(김영철)이 집행부장했단 말이야. 본래 김영철 씨 권총 잘 쏩니다. 그래서 그 집행부장(김영철)이 하수자를 선정했을 것 아닙니까.(하략)

한지근은 한국 전쟁을 전후해서 탈옥한다. 이에 대해 남로당 출신인 박갑동은 여운형의 암살범인 한지근이 석방된 것을 두고 그 배후로 김구 또는 이승만 또는 한민당 셋 중의 하나로 지목 하였다.

## 배후
여운형 암살 30년 후, 한지근은 월남 청년 출신으로 백의사의 행동대원이었으며 서울에 사는 김영철이 백의사의 고문으로 있으면서 한지근에게 권총을 준 것으로 밝혀졌다. 배후로 지목된 김모씨는 사상검사 조재천에게 불려갔으나, 불려간 자리에서 자신의 수첩에 적힌 총기번호를 보여 주고 이만하면 잘 알것 아니오 라며 한지근 선에서 윗선으로 수사를 확대하면 조 검사는 물론 그 아들까지 살해하겠다고 협박하여 그 이상의 수사 진전을 저지시켰다.

## 같이 보기
- 백의사
- 염동진
- 한현우
- 여운형
- 조재천

## 참고 자료
- 강준만, 《한국 현대사 산책》〈1940년대편 2권〉(인물과사상사, 2004) 48~51쪽.